# Ennio Tricomi
Ennio Tricomi (Messina, 28 maggio 1949) è un compositore e produttore discografico italiano.

## Biografia
Nel 1965 suona a Pavia con i Totem, nel 1967 con gli LSD di Parma per poi passare alla formazione musicale dei Greff 86 di Colorno che con l'ingresso del batterista ex I Corvi Claudio Benassi diventano I Nuovi Corvi. Successivamente riformerà il gruppo de I Corvi  con Angelo Ravasini e Antonello Gabelli.  Nel 1970 intraprende l'attività di Dj nel mitico locale King di Parma di Carletto Greci. Nel 1971 è a Baja Sardinia ad inaugurare il Ritual di Andrea Fiore. Nell'ottobre dello stesso anno organizza al Bob 2000 di Modena, in collaborazione con Massimo Bernardi, un Festival Rock con la partecipazione di Osanna, Premiata Forneria Marconi, Roki's Fily. Collabora con varie case discografiche, in primis la Durium di via Manzoni a Milano scegliendo insieme a lady Mintanjan, moglie del proprietario Krikor, il catalogo estero d'importazione. L'attività di Dj si sviluppa a 360 gradi, di giorno in radio (Radio Modena e Radio Emilia) e tv private (Video Modena Telestar, Tele Ghirlandina) e di notte nelle più prestigiose discoteche dell'epoca (Charly Max, China, Signor Rossi, Tartaruga, Living....) Nel 1983 fonda l'etichetta discografica Cruisin' Records con alcuni musicisti come Romano Trevisani e Vince Vallicelli. Produce e firma, come autore compositore, brani come Chinatown che entra nelle classifiche di vendita degli States, Affair a Gogo, cover di Foreign Affair di Mike Oldfield, che viene mixato con il brano Giddyap A GoGo di Ad Visser & Daniel Sahuleka, Be my Life, Tap Dancing di Cruisin'Gang, Lady Fantasy, Melanie, No Escape e Japanese Girl di MaxHim che conquistano le classifiche di vari paesi nel mondo e soprattutto in Spagna, Paesi Bassi e Germania, ma anche in Giappone e Usa dove Chinatown entra nelle classifiche di vendita del Billboard nel 1985. Dureco nel Benelux, Carrere in Francia, Blanco y Negro Music in Spagna, CBS e Zyx in Germania, Kings Records in Giappone, i dischi Cruisin' Records sono distribuiti in tutto il pianeta e la dance italiana s'impone nelle top ten dei vari territori. In veste di producer collabora con prestigiosi musicisti come James Thompson, David Srb, Andy Forrest, Sam Moore, Solomon Burke, Billy Preston, Carla Thomas. Con l'etichetta discografica Hiara Dischi, produce artisti italiani come Rats, Incontrollabili Serpenti, Neodiva, Afrodisia città libera, Tan Zero ed organizza concerti e tournée con gli stessi gruppi musicali e con i CCCP di Massimo Zamboni e Giovanni Lindo Ferretti.
Come autore/compositore firma brani per le varie label come Cruisin'Records, Hiara Dischi, Nuel, IDD One, collabora con Polydor, Polygram per la produzione e distribuzione in Italia di label angloamericane come la Nightmare di Chicago. Produce Saludos amigos / C'è un boa nella canoa di Andrea Mingardi, HP di Heather Parisi. All'inizio degli anni '90 lancia Cruisin'Arts nel settore della danza e Cruisin' Fitness & Wellness coinvolgendo scuole di danza e palestre e dopo qualche anno realizza le discoteche del Caribe a Bibione, San Donà di Piave e Grado. Per la serie grandi eventi nel settore danza, crea l'Mc Hip Hop Contest che nel corso degli anni vedrà la partecipazione di artisti come Slum Village, Rahzel, Kool Herc, Kurtis Blow, Georgia Anne Muldrow, Dudley Perkins, Frankie HI NRG, Marracash, Omid Walizadeh, Nobody e le scuole di formazione dell'urban dance (hip hop, house, poppin' locking, waacking, voguing) con i maggiori interpreti e coreografi dei vari stili e della scena internazionale. Nel 2022 lancia un progetto bloccato due anni prima dall'epidemia di Covid, "Takes Over", dove rilancia la musica e gli artisti dell'Italo Disco. 